# モンゴル縦貫鉄道
モンゴル縦貫鉄道（モンゴル語: Транс-Монголын төмөр зам, ロシア語: Трансмонго́льская желе́зная доро́га, 中国語: 蒙古纵贯铁路）とは、ロシア連邦ブリヤート共和国ウラン・ウデからモンゴル国ウランバートルを経由し、中国内モンゴル自治区エレンホト市に至る鉄道路線である。日本ではソ蒙中鉄道、またはロ蒙中鉄道とも呼称される。

## 概要
モンゴル縦貫鉄道は、ロシアのウラン・ウデ駅でシベリア鉄道と分岐し、モンゴルに入ったのち、スフバートル、ダルハン、ズーンハラ、ウランバートル、チョイル、サインシャンド、ザミンウードなど、モンゴルの軍事的、経済的に重要な都市を経由している。また、モンゴル縦貫鉄道はザミンウードの先で中蒙国境を越え、エレンホト駅で中国国鉄の集二線と連絡しているため、北京とモスクワを結ぶ最短の鉄道路線である。
モンゴル縦貫鉄道の大部分はモンゴル国内に位置し、全線が単線非電化かつ軌間は1520mmである。また、自動閉塞に対応していないため、1日に運行できる列車は13本に制限され、年間の貨物輸送量は620万tである。

## 歴史
モンゴルの鉄道は、1938年にウランバートルからナライフ炭鉱までの43kmの軽便鉄道が建設されたのを嚆矢とし、同年中にソ連の協力のもとで236kmにおよぶ貨物路線が建設された。
モンゴル縦貫鉄道の建設は1947年に開始され、1950年に北部の路線が全線開通し、1955年には中華人民共和国が建設していた集二線と接続して中蒙国境まで開通した。これにより、北京-モスクワ間は従来の満洲里経由と比較して1,141km短縮された。
全線開通後の1958年7月28日、ポーランドのワルシャワで鉄道国際協力機構による国際連絡旅客列車時刻表会議が開催された。この会議により、北京からモンゴル縦貫鉄道を経由してモスクワを結ぶ国際列車の運行が決定され、1959年6月4日に北京-ウランバートル-モスクワ間の国際旅客列車が正式に運行を開始した。
1960年代から始まった中ソ対立の影響で、1965年10月12日には、1955年に中華人民共和国がソ連やモンゴル人民共和国との取り決めでモンゴル縦貫鉄道と同じ広軌の1,520mm軌間に改軌した集二線の軌間が標準軌の1,435mmに再び改軌され、台車交換駅が中蒙国境駅であるエレンホト駅に変更された。

## 運営
モンゴル国内ではウランバートル鉄道（Улаанбаатар төмөр зам）が運営している。モンゴルは道路交通および航空が未発達であるため、貨物輸送の80%ならびに旅客輸送の30%のシェアは鉄道が占めている。モンゴル国内区間のほとんどは山地で、海抜も600mから1,700mとアップダウンが激しいうえ、急カーブも多い。そのため、最高速度は時速75kmに制限され、積載できる貨物の重量も2,800tから3,400tまでとなっている。
モンゴルは1990年の民主化以降、経済は衰退傾向にある。モンゴル縦貫鉄道の貨物輸送量も減少傾向にあったが、2005年からは回復傾向にある。一方、旅客輸送については2001年に年間410万人を輸送した。

## ギャラリー

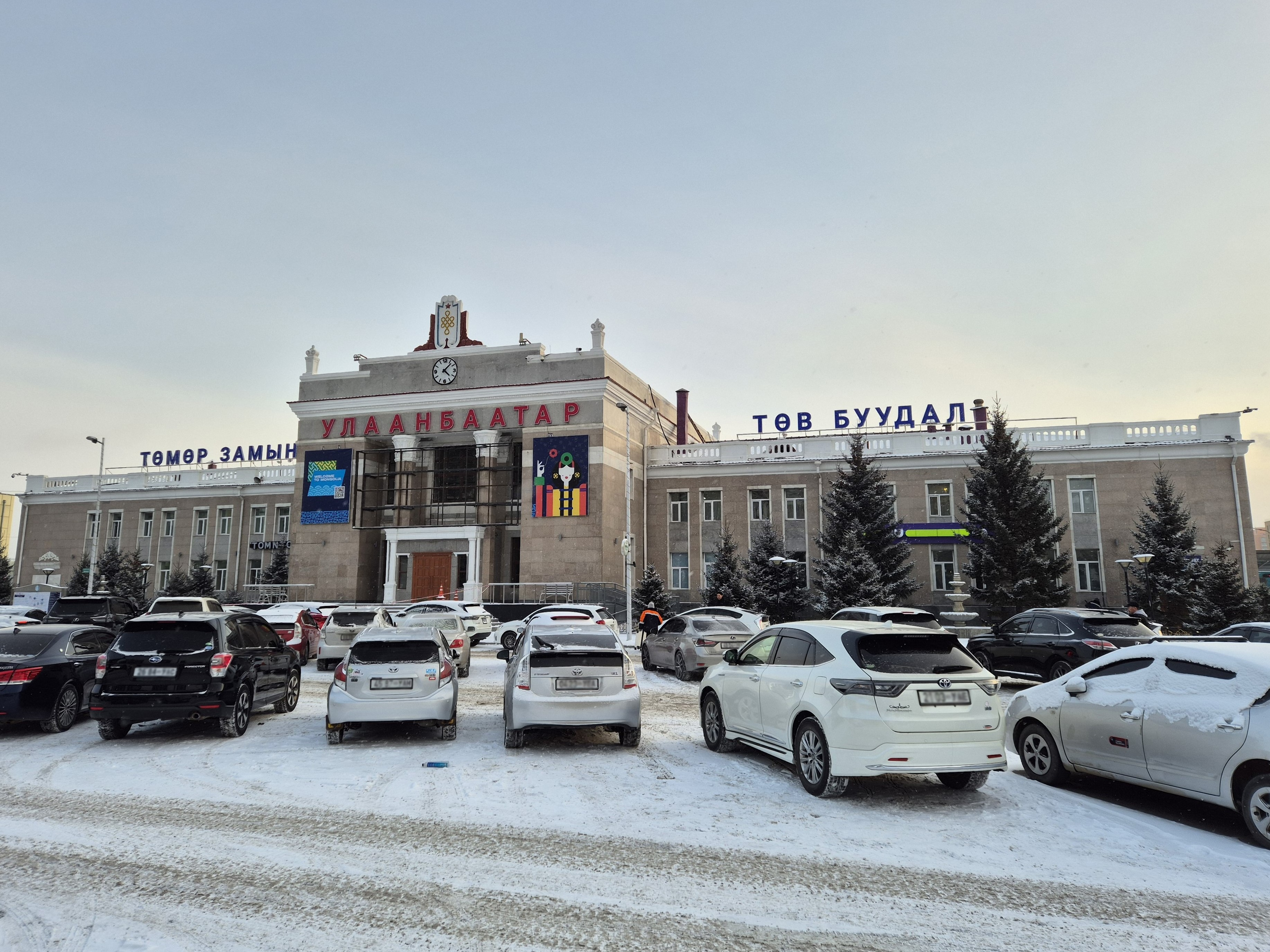
ウランバートル駅
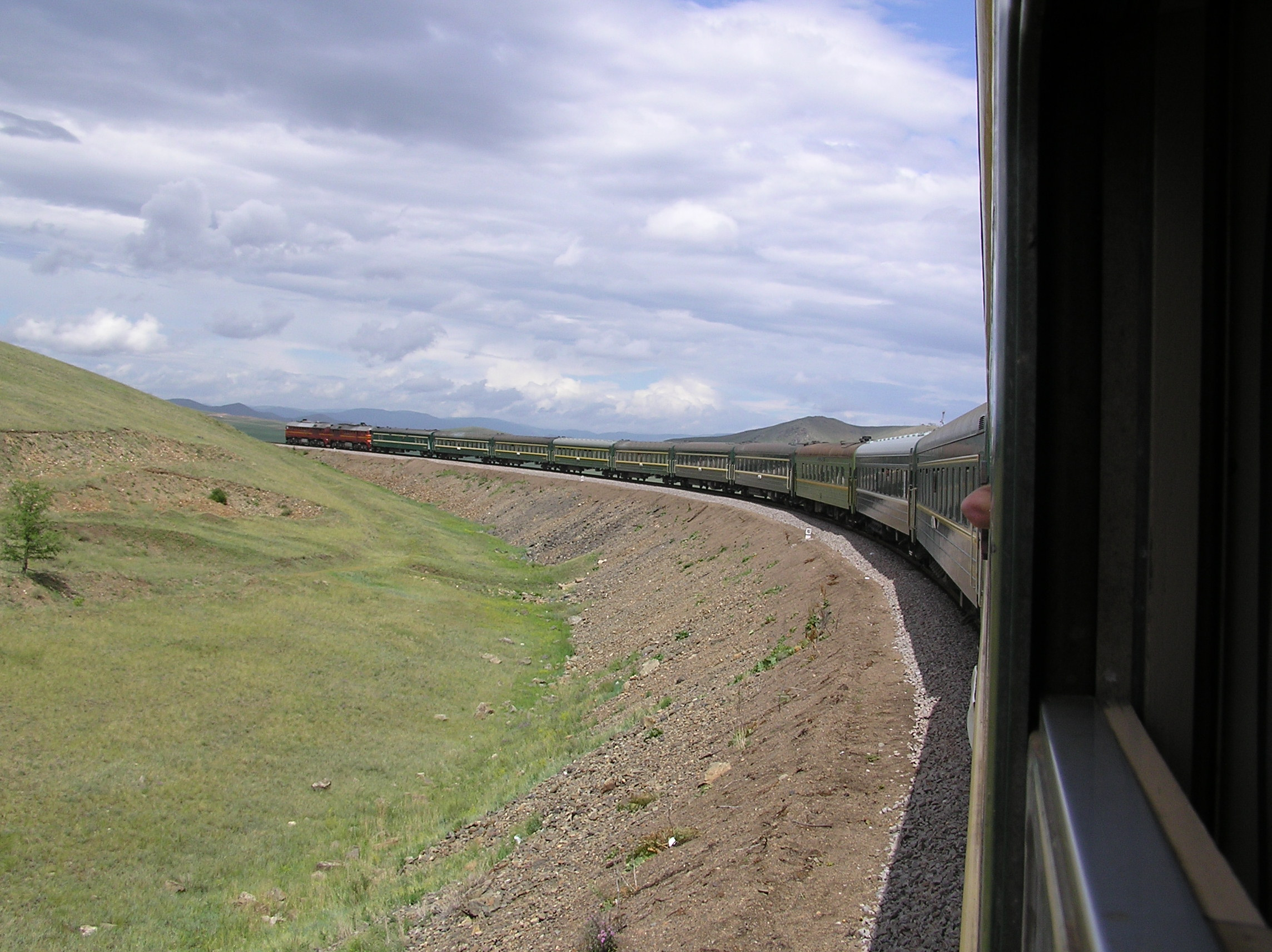
ゴビ砂漠を走行中の列車
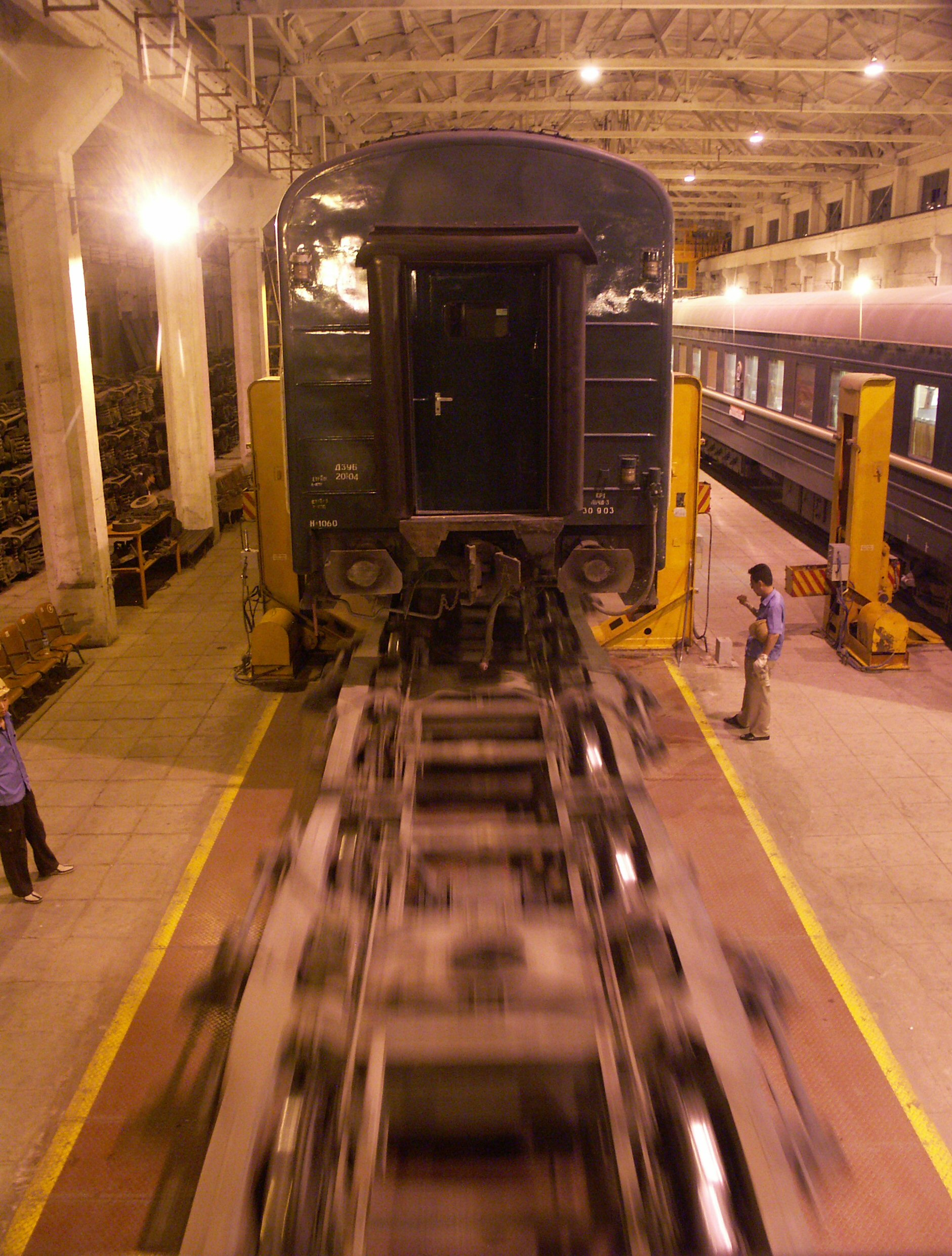
エレンホト駅で1,520mm軌間の台車から1,435mm軌間の台車に交換中の列車
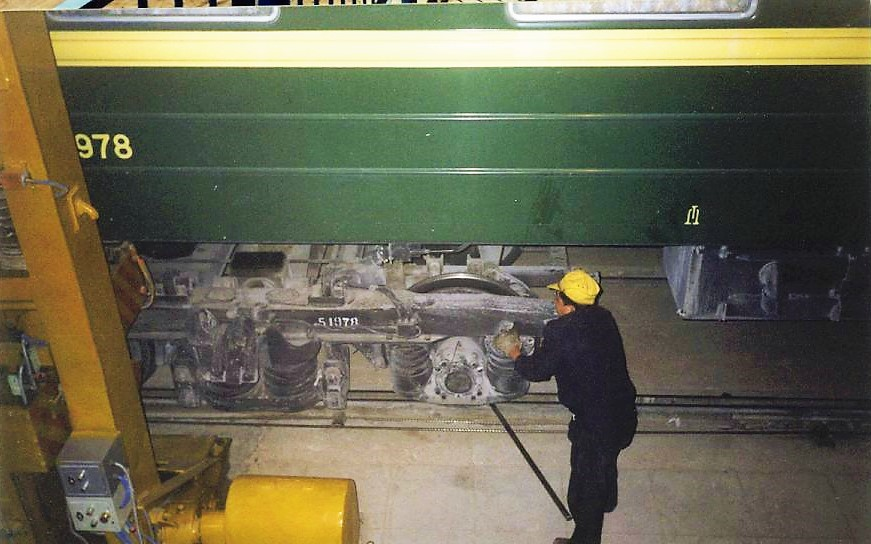
エレンホト駅で台車を交換している北京行きの列車
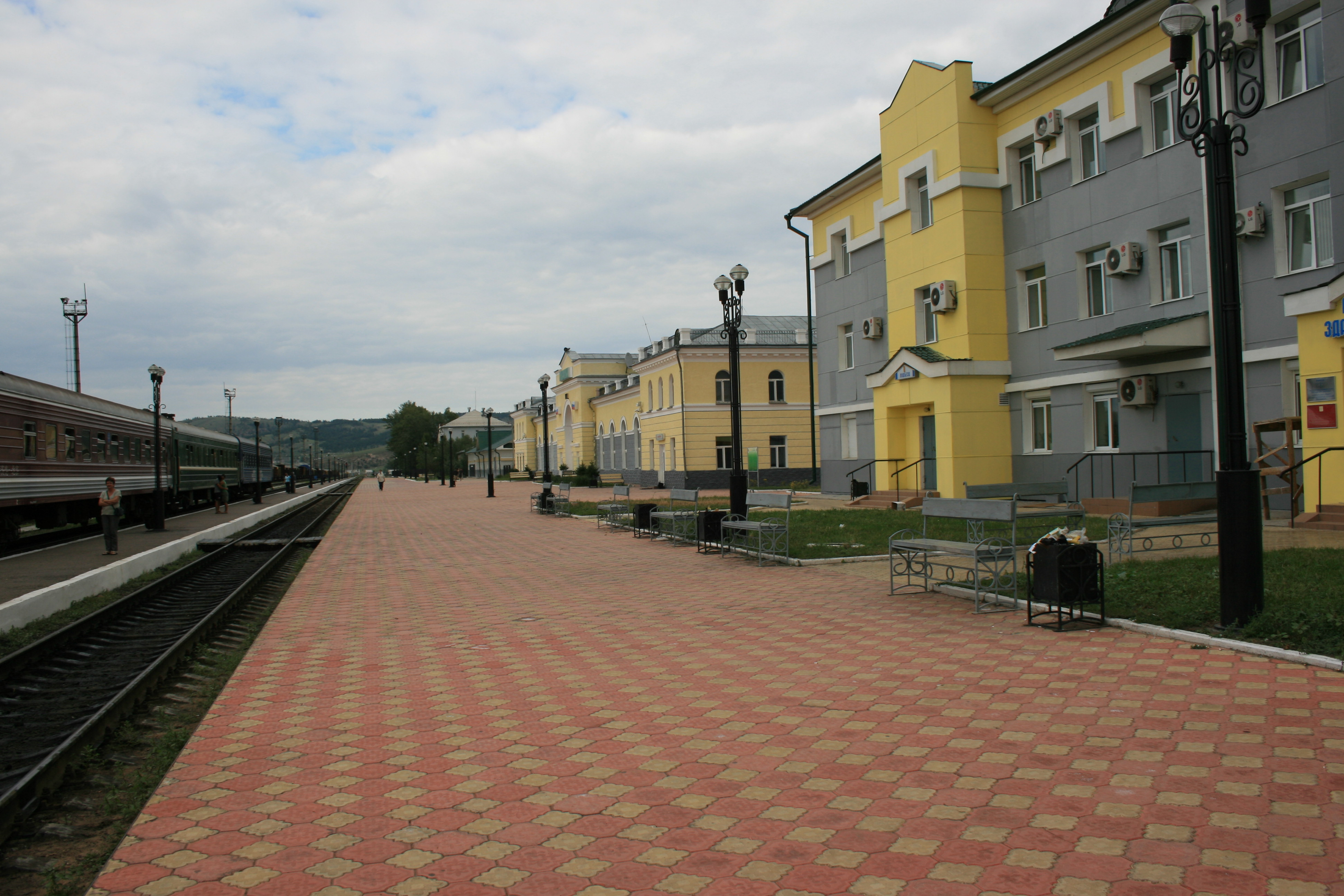
ロシアの国境駅であるナウシキ駅